# Rothilde (fille de Charles le Chauve)
Pour les articles homonymes, voir Rothilde.
Rothilde (Rothildis), comtesse du Maine, née vers 871 et morte le 22 mars 925 ou vers 928, est la fille de Charles II le Chauve et de sa deuxième épouse Richilde d'Ardennes. 
Des généalogistes lui attribuent un possible premier époux, Hugues († 892), comte de Bourges, qui est en fait l'oncle de son époux Roger. Rothilde épouse vers 895 le comte Roger du Maine († 900) et donne naissance à :
- Hugues Ier du Maine († 939/955), comte du Maine ;
- Rohaut du Maine, mariée vers 914 à Hugues le Grand, duc de France ;
- Rothildis, abbesse de Bouxières-aux-Dames de 937 à 965.

Veuve, elle prend le voile et devient abbesse de Chelles. En 922, le roi Charles le Simple lui retire ce bénéfice pour le donner à son favori Haganon. Jamais un roi n'avait auparavant privé un de ses fidèles de ses honneurs, sauf en cas de trahison ; cet outrage rejaillit sur l'entourage de Rothilde, notamment sur son fils et son gendre, les poussant à la révolte qui finit par destituer Charles le Simple et placer Robert Ier, le père d'Hugues le Grand, sur le trône.

## Sources
- Pierre Riché, Les Carolingiens, une famille qui fit l'Europe, Paris, Hachette, coll. « Pluriel », 1983 (réimpr. 1997), 490 p. (ISBN 2-01-278851-3, présentation en ligne).
- Christian Settipani, La Préhistoire des Capétiens (Nouvelle Histoire généalogique de l'auguste maison de France, vol. 1), Villeneuve-d'Ascq, éd. Patrick van Kerrebrouck, 1993, 545 p. (ISBN 978-2-95015-093-6).
- France Balade.
- Foundation for Medieval Genealogy : Les comtes du Maine.